# Крешево (община, Босния и Герцеговина)
Община Крешево (босн. и хорв. Opština Kreševo, серб. Општина Крешево) — боснийская община, расположенная в центральной части Федерации Боснии и Герцеговины. Административным центром является город Крешево.

## Население
По данным переписи 1991 года, в общине Крешево проживал 6731 человек в 27 населённых пунктах.

## Населённые пункты
Алагичи, Бьеловичи, Ботуня, Буква, Видосовичи, Водовои, Волуяк, Вранци, Гуняни, Дежевице, Дрежнице, Звизд, Койсина, Комари, Крешево, Крешевски-Каменик, Липа, Мратиничи, Пирин, Поляни, Поле, Ракова-Нога, Ратковичи, Стойчичи, Црквеняк, Црничи и Црнички-Каменик.